# Castilenti
Castilenti és un municipi situat al territori de la província de Teramo, a la regió dels Abruços, (Itàlia).
Castilenti limita amb els municipis d'Atri, Castiglione Messer Raimondo, Elice, Montefino i Penne.